# Roland Joffé
Roland Joffé (n. 17 noiembrie 1945, Londra) este un regizor de film care și-a început cariera în televiziune. La început a regizat episoade din Coronation Street dar și o adaptare după The Stars Look Down pentru Granada. Și-a câștigat reputația cu seriile Bill Brand și Play for Today. Roland Joffé este fiul lui Marc Joffé și nu are nici o legătură cu regizorul francez de film Arthur Joffé, cum deseori se precizează eronat.

## Filmografie
- Coronation Street (1973–1974, 4 episoade)
- Sam (1974–1975, 4 episoade)
- The Stars Look Down (1975) (6 episoade)
- Crown Court (1976, 4 episoade)
- Bill Brand (1976, 5 episoade)
- Headmaster (1977, 3 episoade)
- Second City Firsts (1977, 1 episod)
- The Spongers (1978)
- The Legion Hall Bombing (1978, nemenționat)
- No, Mama, No (1979)
- United Kingdom (1981)
- The Killing Fields  (1984)
- Misiunea (1986)
- Fat Man and Little Boy (1989)
- City of Joy (1992)
- Super Mario Bros. (nemenționat, 1993)
- 1995 Stigmatul iubirii (The Scarlet Letter)
- Goodbye Lover  (1998)
- Undressed (1 episod, 2002)
- Vatel (2000)
- Captivity (2007)
- You and I (2008)
- There Be Dragons (2010)
- The Lovers (2013)
- Texas Rising (2015)
- Million Dollar Quartet (2016)

## Premii și nominalizări
Academy Awards:
- 1985: Best Director (The Killing Fields, nominalizare)
- 1987: Best Director (The Mission, nominalizare)

BAFTA Awards:
- 1985: Best Direction (The Killing Fields, nominalizare)
- 1987: Best Direction (The Mission, nominalizare)
- 1987: Best Film (The Mission, nominalizare)

Berlin International Film Festival:
- 1990: Golden Bear (Fat Man and Little Boy, nominalizare)

Cannes Film Festival:
- 1986: Golden Palm (The Mission, câștigător)
- 1986: Technical Grand Prize (The Mission, câștigător)

Golden Globes:
- 1985: Best Director (The Killing Fields, nominalizare)
- 1987: Best Director (The Mission, nominalizare)

Golden Raspberry Awards:
- 1996: Worst Picture (The Scarlet Letter, nominalizare)
- 1996: Worst Remake Or Sequel (The Scarlet Letter, câștigător)
- 1996: Worst Director (The Scarlet Letter, nominalizare)
- 2008: Worst Director (Captivity, nominalizare)

Prix Italia:
- 1978: The Spongers[8]

## Legături externe
- Roland Joffé pe Twitter
- Roland Joffé la Internet Movie Database
- fr Roland Joffé pe site-ul AlloCiné
- Roland Joffé at WN
- BOMB Magazine interview with Roland Joffé by Thomas Bird (Winter, 1987) Arhivat în 14 septembrie 2012, la Wayback Machine.

Format:London Film Critics Circle Award for Director of the Year